# Certosa di Pavia

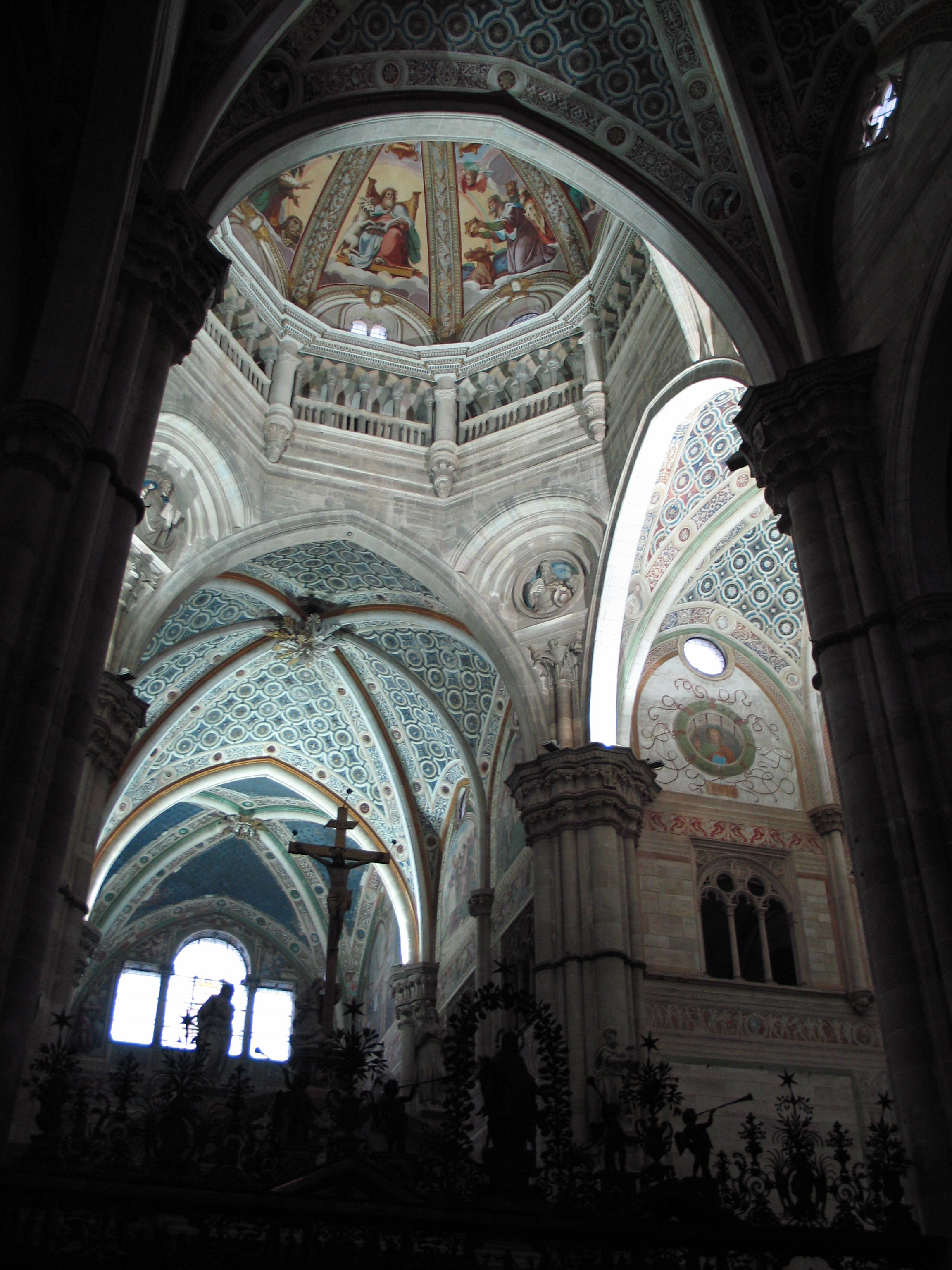
Klosterkyrkan

La Certosa di Pavia [tjer-], Pavias kartusiankloster är ett berömt kloster, 8 km utanför Pavia i Certosa di Pavia. Det grundades 1396 av Giovanni Galeazzo Visconti och invigdes 1497. Byggandet fortsatte dock till 1542 och under 1600-talet gjordes fortfarande några tillbyggnader. Klostret upphävdes 1782 av kejsar Josef II, men återupprättades 1843 av Ferdinand I. Kyrkan, som är byggd i gotisk stil, med fasad i renässansstil, anses vara ett av Italiens intressantaste byggnadsverk. Bland konstnärer och arkitekter som bidragit till byggnaden finns Antonio Rizzo, Giovanni Antonio Amadeo, Agostino Busti och Benedetto Briosco.